# John Rykener
John Rykener, também conhecida pelo nome alternativo de Johannes Richer (pseudônimo masculino) e por Eleanor (pseudônimo feminino), foi uma travesti e prostituta inglesa do século XIV que trabalhou principalmente em Londres, perto da histórica Rua Cheapside, mas também na cidade universitária de Oxford.
Em 1395 John Rykener foi encontrada em flagrante pelas autoridades policiais londrinas vestida de mulher (cross-dressing) e fazendo sexo com um indivíduo chamado John Britby, quando ambos foram apreendidos e interrogados em frente ao prefeito e seu assistente administrativo. John Rykener ofereceu um relato detalhado sobre a sua vida sexual. Uma inquestionável raridade, o boletim de ocorrência medieval sobreviveu aos séculos, sendo atualmente o único registro oficial deste tipo tratando descritivamente o sexo praticado por pessoas do mesmo gênero àquela época.
Em seu depoimento John Rykener afirmou ter muitos clientes sexuais, inclusive padres, monges, e freiras. Rykener disse que preferia os padres, pois pagavam bem mais do que os demais. Também revelou às autoridades que um frade da ordem dos franciscanos lhe deu um anel de ouro e que, em certa ocasião, quando esteve com um grupo de clientes composto por um frade da Ordem do Carmo e seis "estrangeiros", recebeu de um deles, como pagamento, doze pence, e de outro, dois xelins.
Não se sabe se John Rykener chegou a ser presa por prostituição e pela prática do chamado "pecado nefando contra a natureza", muito perseguido em seu tempo. Também não é sabido se foi instaurado um processo formal contra Rykener, por autoridades civis ou eclesiásticas, como era de costume, mesmo no final da Idade Média, na Inglaterra.